# سولاریس (فیلم ۲۰۰۲)
سولاریس (Solaris) فیلمی عملی-تخیلی ساخته استیون سودربرگ با موضوعی فلسفی و محصول سال ۲۰۰۲ است. این فیلم آمیزه‌ای از یک رمان و بازگویی یا عرضه‌ای جدید از فیلمی روسی با همین نام ساخته آندری تارکوفسکی می‌باشد.
هر دو فیلم اقتباس از داستان سولاریس نوشته استانیسلاو لم می‌باشند، و هر دو فیلم توسط صاحبنظران بیانی از فلسفهٔ ایدئالیسم در خودآگاهی دانسته شده‌اند.

## داستان
کریس کلوین یک روانشناس است که هنوز در سوگ همسر از دست رفتهٔ خود است. کریس از دوستی بنام جباریان (که دانشمندی در ایستگاه مداری سیاره‌ای بنام سولاریس است) پیغامی برای درخواست کمک دریافت می‌کند. به‌نظر می‌رسد حادثه‌ای برای تمام ساکنین ایستگاه فضایی رخ داده‌است، و همگی از حل آن عاجز و دچار اختلالات روانی شده‌اند.
کلوین راهی سولاریس (که یک سیاره عجیب آبی و تحت پژوهش دانشمندان ایستگاه فضایی است) می‌شود. چند روزی در ایستگاه فضایی می‌گذرد، و ناگهان کلوین که مشغول مطالعه سیاره است همسر خود را زنده در نزد خود می‌یابد.
کلوین نهایتاً متوجه می‌شود که سولاریس یک سیاره معمولی نیست، بلکه زنده است، خودآگاهی دارد، و قادر است فکر و احساسات درون آدمیان داخل ایستگاه را حس کند. سولاریس رفتگان این دنیا را از حافظه انسان‌ها درآورده و به آنها جان می‌بخشد…